# Maroilles
Maroilles (niederländisch Marolle) ist eine französische Gemeinde mit 1445 Einwohnern (Stand 1. Januar 2022) im Département Nord in der Region Hauts-de-France. Sie gehört zum Arrondissement Avesnes-sur-Helpe.
Sie hat ihren Namen auch der bekannten Käsesorte Maroilles verliehen.

## Geographie
Die Gemeinde Maroilles liegt im Regionalen Naturpark Avesnois im Nordwesten der Landschaft Thiérache. Durch Maroilles fließt die Helpe Mineure, kurz vor deren Mündung in die Sambre. Umgeben wird Maroilles von den Nachbargemeinden Locquignol im Nordwesten und Norden, Noyelles-sur-Sambre im Nordosten, Taisnières-en-Thiérache im Osten, Grand-Fayt im Südosten, Prisches im Süden, Le Favril im Südwesten sowie Landrecies im Westen.

## Geschichte
- 652: Alten Chroniken zufolge gründete der fränkische Mönch St. Humbert von Maroilles,[3] ein Freund von Aldegundis, im Jahr 652 eine der bedeutendsten Abteien des Nordens (sie wurde im Laufe der Französischen Revolution geplündert und zerstört)
- 750: Der Abt von Maroilles klagte vor Pippin dem Jüngeren[4]
- 820: Ludwig der Fromme schenkte dem Kloster einen Ort an der Sambre[5]
- 843: Der Vertrag von Verdun, in dem das Karolingerreich unter den drei Enkeln Karls des Großen aufgeteilt wurde, sprach Lothar I. das „Mittelreich“, einschließlich Dorf und Abtei als Teil der Grafschaft Hennegau (frz.: Hainaut) zu.
- 855: Mit der Prümer Teilung, die das Mittelreich unter den drei Söhnen Lothars aufteilte, wurde die Grafschaft Hennegau Lotharingen angegliedert und an Lothar II. vererbt.
- 858: Lothar II. vergab ein kaiserliches Lehen, das er von der Abtei besaß[6]
- 870: Nach dem Tod Lothars II. fiel aufgrund des Vertrages von Meerssen ein Teil Lotharingens, darunter die Grafschaft Hennegau, an das Westfrankenreich. Das Kloster Maroilles wurde in dem Vertrag ausdrücklich genannt, es kam zum neuen Reich Karls des Kahlen[7]
- 880: Infolge des Vertrags von Ribemont wurde Hennegau Teil des Ostfrankenreiches, aus dem 962 das Heilige Römische Reich Deutscher Nation entstand.
- 1033: Konrad II. genehmigte die Reform des Klosters[8]
- In dieser Randregion hat die bäuerliche Bevölkerung seit dem hohen Mittelalter nur sehr zögerlich Anschluss an die allgemeine Entwicklung des Landes erhalten. (Der Hauptteil des Dorfes schien sich noch in den 1940er Jahren fast im Wald von Mormal förmlich zu verstecken.) Hier war man von manch traditionellen Dienstbarkeiten gegenüber den Feudalherren befreit, konnte sein eigenes Land bestellen, Vieh halten und die obligatorische Fruchtfolge außer Acht lassen: so entstand mit der Zeit die typische „Bocage“-Landschaft des Avesnois, charakterisiert durch hohe Hecken, die potenzielle Eindringlinge abhielten.
- In den lokalen Archiven wird von wiederholten Streitigkeiten mit der Abtei von Maroilles berichtet, die im Laufe der Revolution zerstört wurde: die Bauern weigerten sich, ihre Fronarbeit zu entrichten, wenn der „hohe Herr“ – der Abt von Aroilles – nicht zuvor seine Wege instand setzen würde. Weder Mühle und Backofen noch die pflichtgemäße Dreifelderwirtschaft existierten damals.
- Diese lokalen Besonderheiten der Region treten besonders deutlich hervor, wenn man Maroilles in Richtung Cambrai verlässt: eine dicht begrünte Bocagelandschaft wechselt sich ziemlich abrupt mit den Viehweiden und den intensiv genutzten Ackerbauflächen des Cambrésis ab.
- 1907: Am 28. Oktober 1907 wurde die Eisenbahnlinie Avesnes-sur-Helpe – Solesmes (via Landrecies; 47 km) eröffnet. Mit einer Station in Maroilles wurde ein regelmäßiger Reisedienst eingerichtet. Im August 1914 wurde der Reiseverkehr unterbrochen. Während der deutschen Besatzung im Jahre 1916 wurden die Schienen demontiert. Der Betrieb konnte nicht wieder aufgenommen werden.

### Historische Namensformen
Bis in die Mitte des 18. Jahrhunderts existierte Maroelles (z. B. im Atlas de Trudaine).

### Bevölkerungsentwicklung
| Jahr                       | 1962 | 1968 | 1975 | 1982 | 1990 | 1999 | 2009 | 2020 |
| Einwohner                  | 1615 | 1533 | 1481 | 1465 | 1453 | 1384 | 1443 | 1432 |
| Quellen: Cassini und INSEE |      |      |      |      |      |      |      |      |

## Wappen
Das Wappen von Maroilles wird folgendermaßen blasoniert: „Rot durchwirkter Hirsch über einem goldenen Bischofsstab auf silbernem Untergrund.“

## Sehenswürdigkeiten
- ehemaliges Kloster Maroilles mit der Parkverwaltung des Regionalen Naturparks Avesnois
- Kirche Saint-Humbert
- Kapelle Notre-Dame-de-Grâces
- Kapelle Notre-Damedes-Haies
- Wassermühle des Klosters am Fluss Helpe Mineure

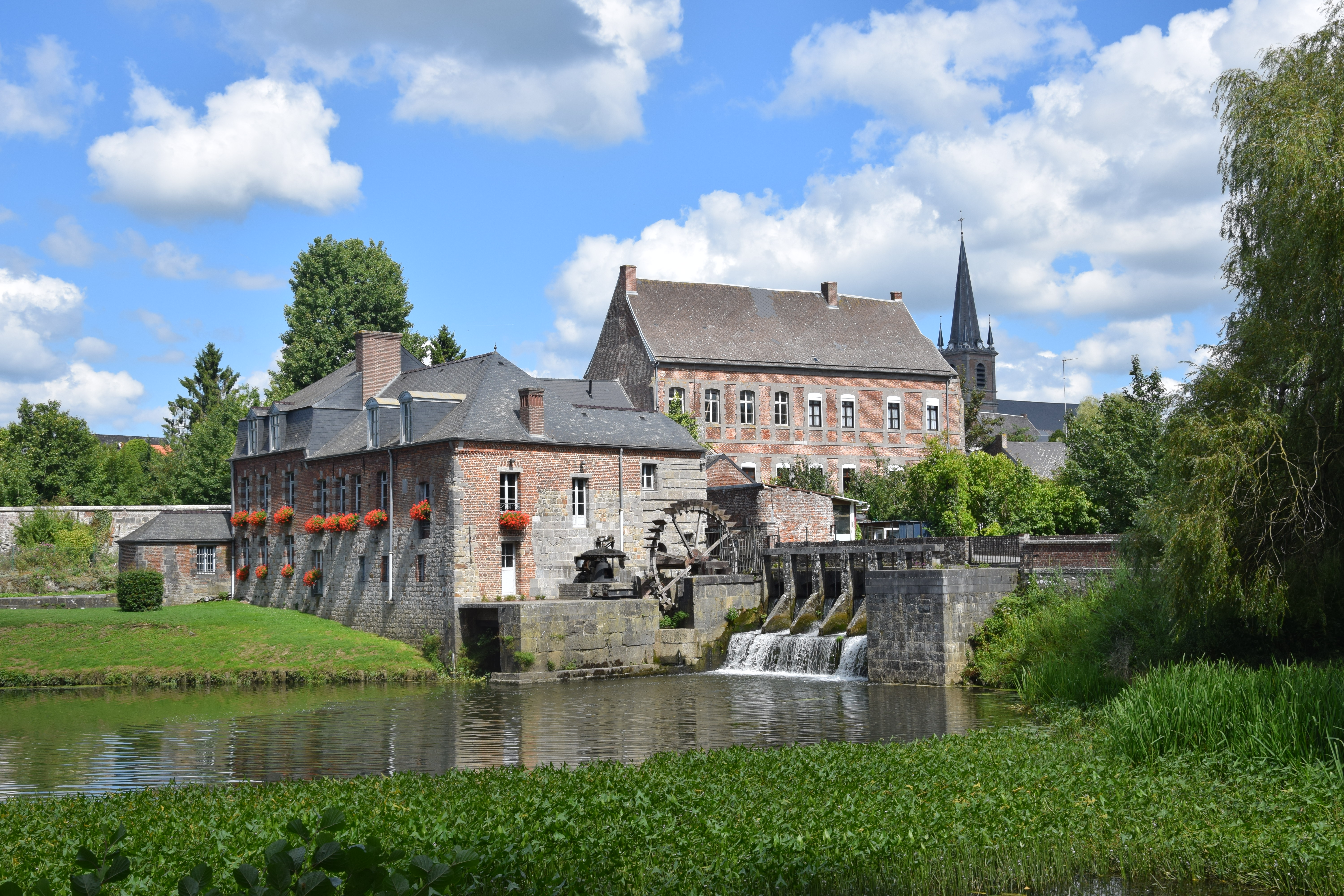
Ehemaliges Kloster und Wassermühle
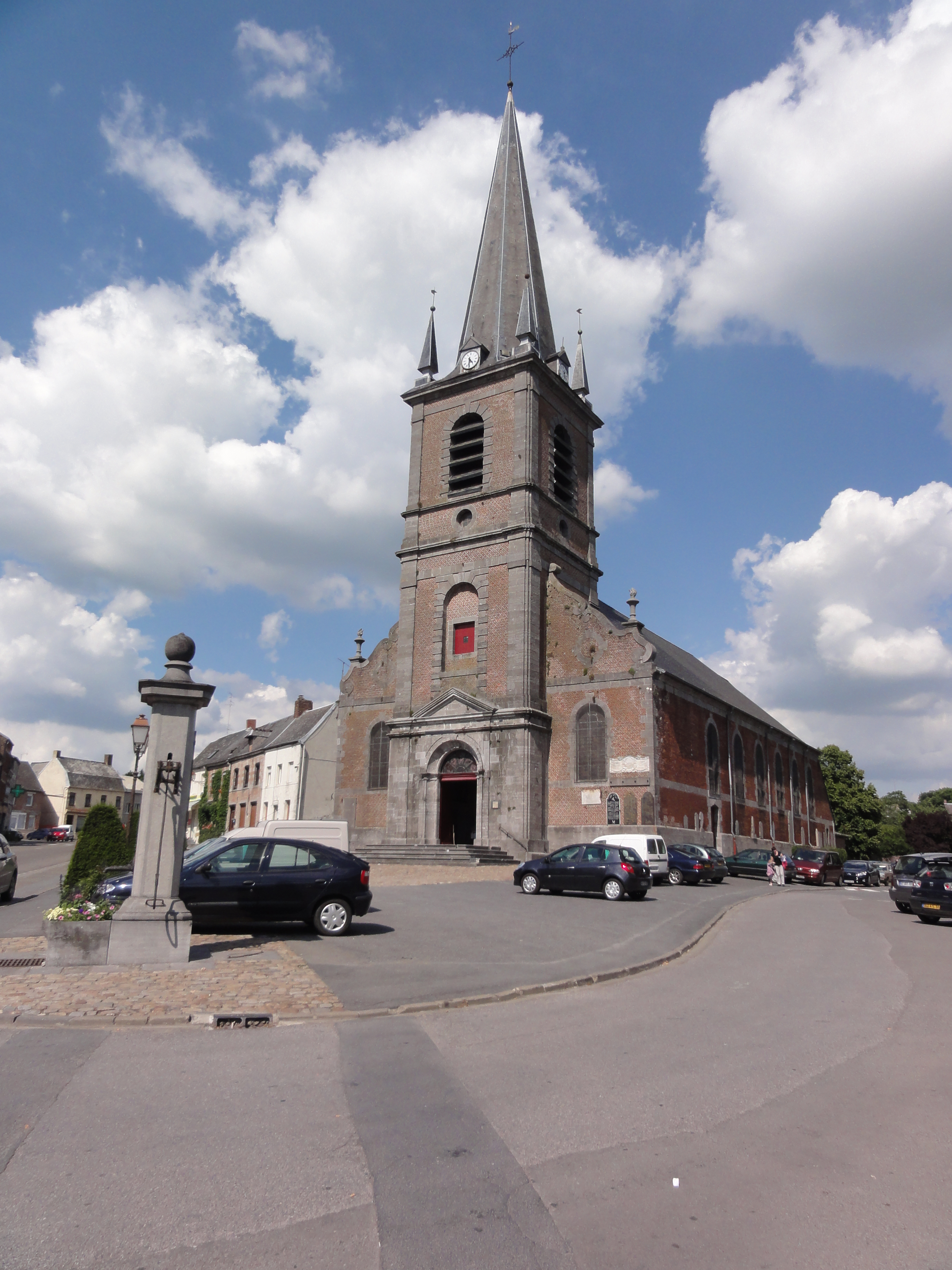
Kirche Saint-Humbert
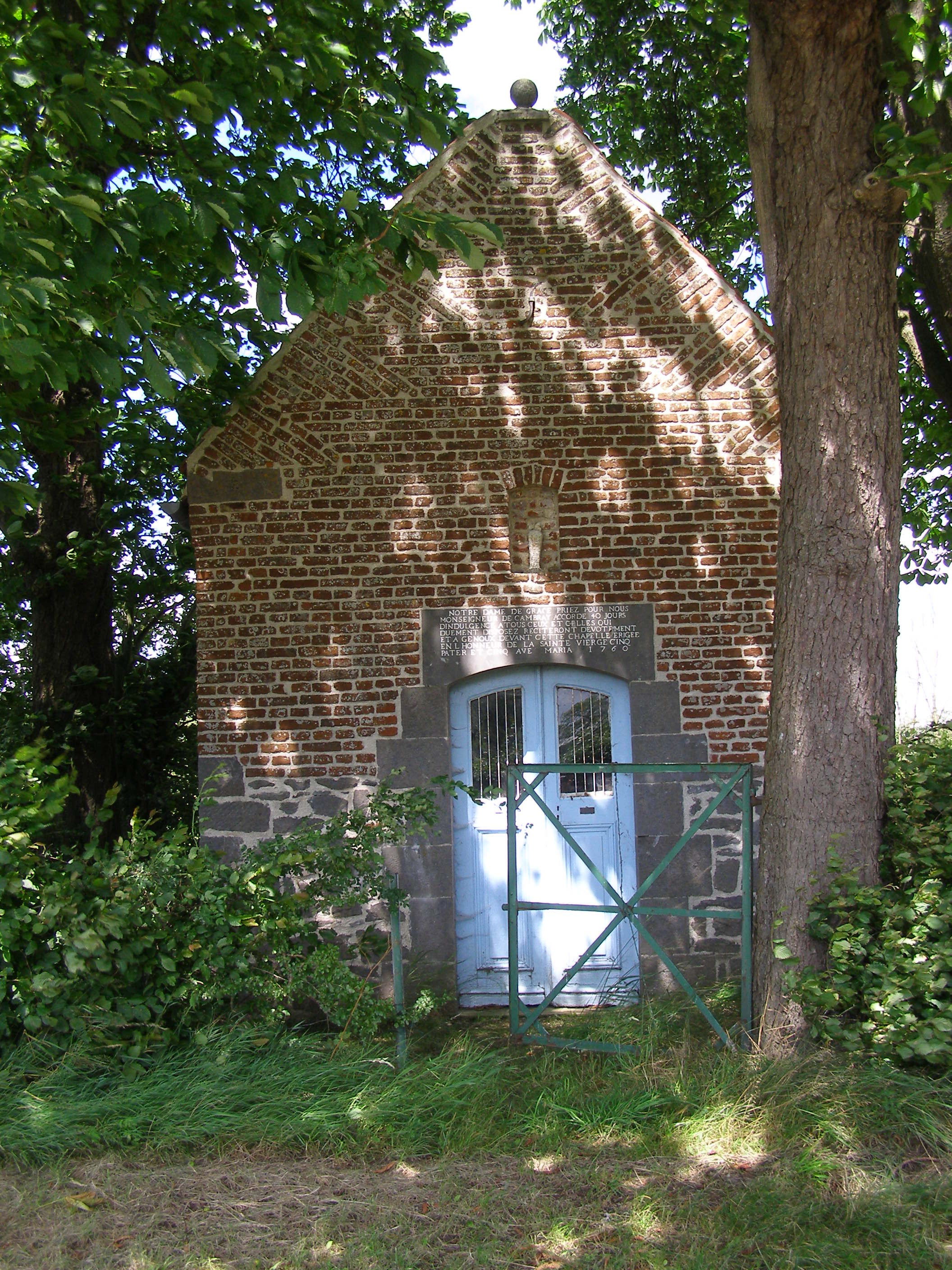
Kapelle Notre-Dame-de-Grâces
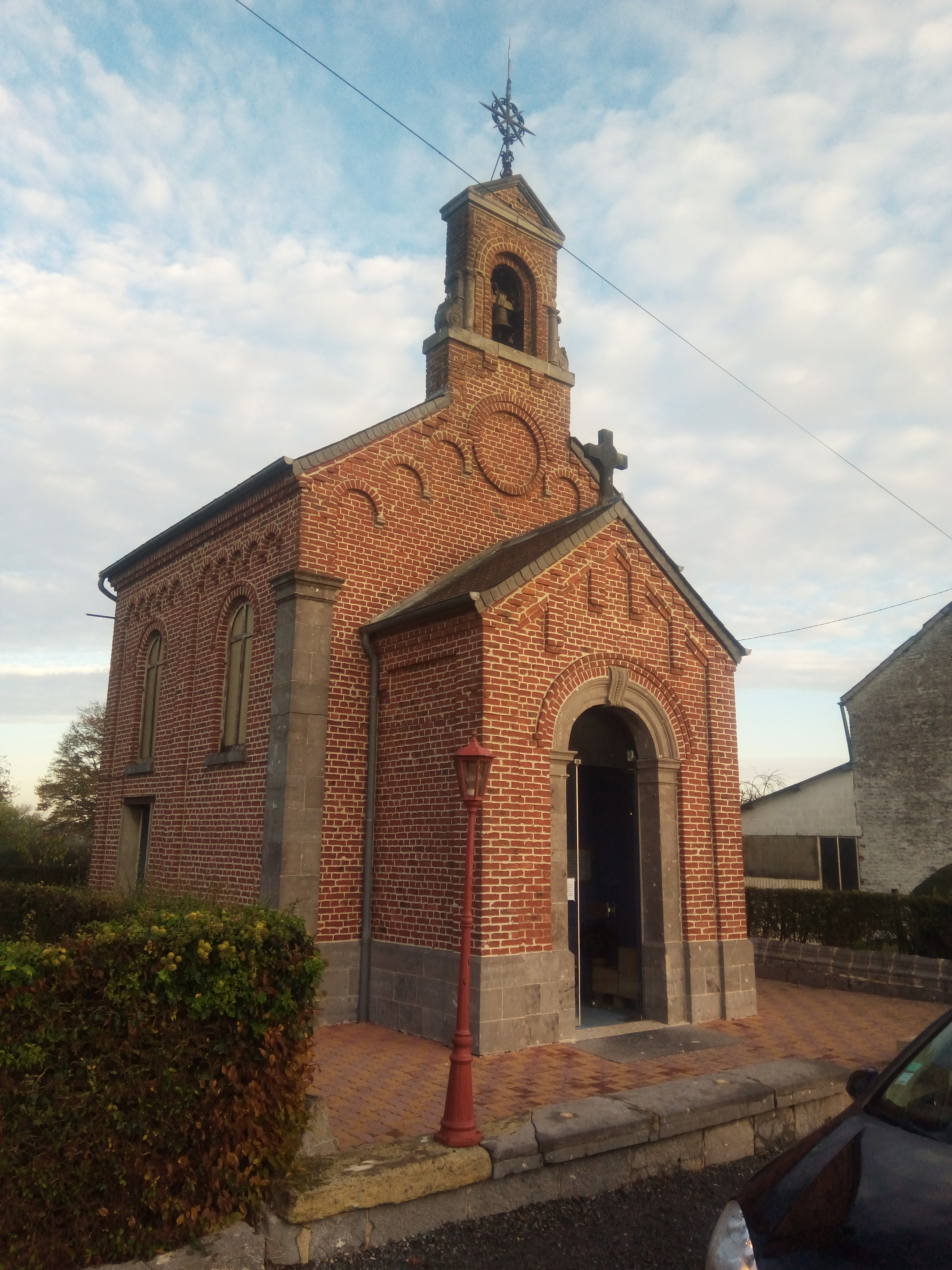
Kapelle Notre-Damedes-Haies
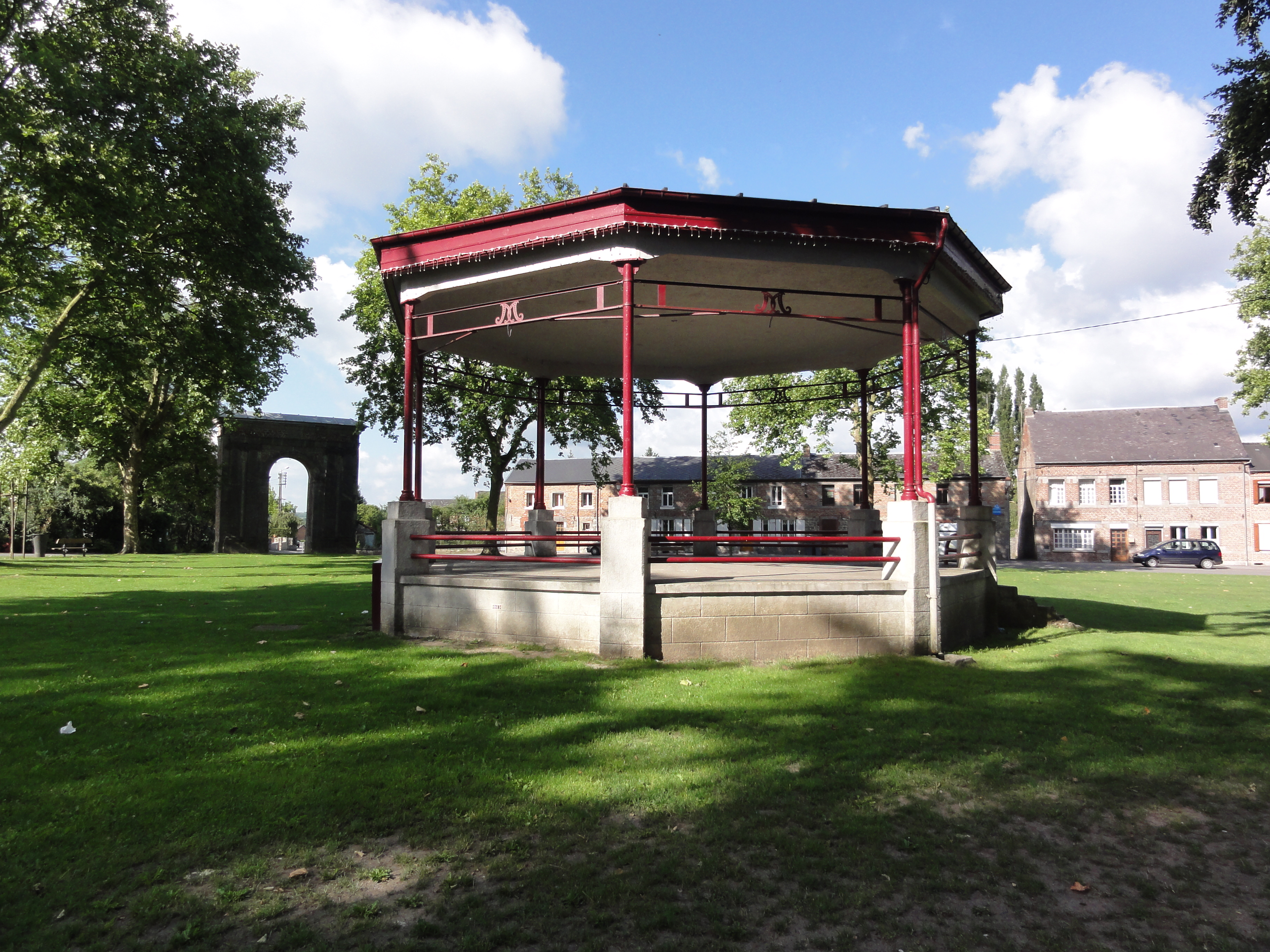
Musikpavillon
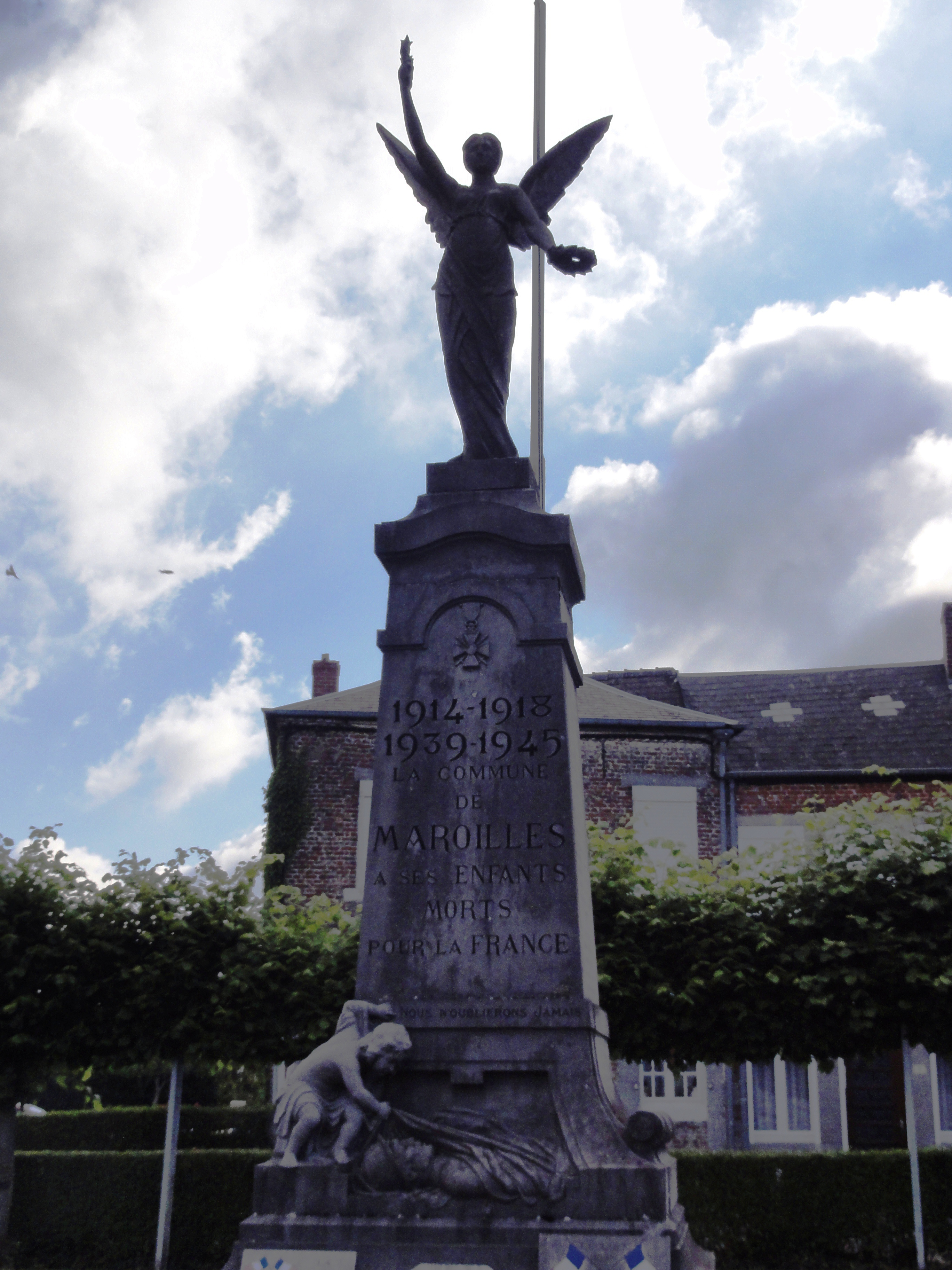
Gefallenendenkmal

## Persönlichkeiten
- Louis Boëz (1888–1930), französischer Mediziner und Bakteriologe, geboren in Maroilles

## Belege
1. ↑  Jozef van Overstraeten: De Nederlanden in Frankrijk. 1969
2. ↑  Der bekannte Käse der Region.
3. ↑  St. Humbert – Saints & Angels. Catholic Online
4. ↑  Regesta Imperii I., 58
5. ↑  Regesta Imperii I., 720
6. ↑  Regesta Imperii I.,1284
7. ↑  Regesta Imperii I.,1480
8. ↑  Regesta Imperii III., 208
9. ↑  historische Karte aus dem Atlas Trudaine auf der Seite des Kulturministeriums